# Scopula duercki
Scopula duercki là một loài bướm đêm trong họ Geometridae.